# Turnverein Schönenwerd
Il Turnverein Schönenwerd è una società pallavolistica maschile svizzera con sede a Däniken: milita nel campionato svizzero di Lega Nazionale A.

## Rosa 2017-2018
| N° | Nome              | Ruolo | Data di nascita   | Nazionalità sportiva |
| -- | ----------------- | ----- | ----------------- | -------------------- |
| 1  | Yves Roth         | S/O   | 8 maggio 1997     | Svizzera             |
| 2  | Kristo Kollo      | S     | 17 gennaio 1990   | Spagna               |
| 3  | Julian Fischer    | L     | 4 novembre 1996   | Svizzera             |
| 4  | Simon Hofstede    | C     | 25 settembre 1992 | Svizzera             |
| 7  | Daniel Rocamora   | S/O   | 27 maggio 1988    | Spagna               |
| 8  | Fabian Plak       | C     | 23 luglio 1997    | Paesi Bassi          |
| 9  | Mischa von Burg   | C     | 24 maggio 1997    | Svizzera             |
| 11 | Leandro Gerber    | S     | 14 marzo 1991     | Svizzera             |
| 12 | Christoph Hänggi  | C     | 18 luglio 1993    | Svizzera             |
| 13 | Dominic Häflilger | S     | 13 marzo 1999     | Svizzera             |
| 14 | Leon Dervisaj     | P     | 7 settembre 1996  | Germania             |
| 15 | Mathis Jucker     | P     | 31 gennaio 1998   | Svizzera             |
| 18 | Irian Mika        | S     | 22 dicembre 1997  | Svizzera             |

## Palmarès
- Campionato svizzero: 1

2022-23